# 17 Carat
17 Carat é o extended play de estreia do boy group sul-coreano Seventeen. Foi lançado em 29 de maio de 2015 pela Pledis Entertainment e distribuído pela LOEN Entertainment.

## Antecedentes e lançamento
O álbum inclui 5 faixas escritas, co-escritas e co-produzidas por membros do grupo Seventeen. "Adore U" foi escolhido como o single principal para o EP e foi realizado em vários shows de música pelo grupo. "Shining Diamond" foi usado como um pré-single no reality show do grupo. O grupo afirma que a lista de faixas foi escolhida para refletir o conceito central do grupo de "paixão dos meninos". O álbum tem duas versões físicas: uma com um conjunto de cartões fotográficos com o tema "preto" e o outro com um conjunto de cartões fotográficos com o tema "branco". Todas as cópias incluem um CD que contém as músicas e uma dobra de cartaz/folha de letra.

## Single
"아낀다", estilizado como "Adore U" em inglês, é o primeiro single do álbum escrito por Woozi, S. Coups e Yeon Donggeon. O Korea Herald disse "Adore U" é uma música pop funky sobre um adolescente tentando navegar através do amor "fofo". Ele marca o início da trilogia do grupo composta pelos singles Adore U, Mansae e Pretty U sobre um menino se encontrando, se apaixonando e conhecendo uma garota. A faixa foi composta e arranjada por Woozi, Kye Bumzu, e Yeon Dong-geon. O vídeo da música para o single foi lançado em 29 de Maio de 2015 e foi dirigido por Dee Shin. O acompanhamento da coreografia de dança para a canção foi coreografado por Hoshi membro do Seventeen e se concentra em "contar histórias, e em destacar as forças de cada membro no palco". O single vendeu mais de 38.000 cópias digitais e alcançou o número 13 no Billboard US World Chart.

## Desempenho Comercial
O EP vendeu 82.972 cópias na Coreia do Sul. O EP alcançou o 4º lugar no gráfico coreano Gaon Chart e em 8º lugar no World Billboard Chart.

## Lista de músicas
※ Faixas em negrito identificam singles do álbum.
| Lista de faixas oficial |                    |                                    |                            |                               |         |  |
| N.º                     | Título             | Letras                             | Música                     | Arranjo                       | Duração |  |
| 1.                      | "Shining Diamond"  | Woozi S.Coups Vernon Kim Min-jeong | Woozi MasterKey Rishi      | MasterKey Rishi               | 3:24    |  |
| 2.                      | "아낀다" (Adore U) | Woozi Vernon S.Coups Bumzu         | Woozi Bumzu Yeon Dong-geon | Woozi Bumzu Yeon Dong-geon    | 3:07    |  |
| 3.                      | "Ah Yeah"          | Woozi S.Coups Wonwoo Mingyu Vernon | Cream Doughnut Rishi       | Cream Doughnut Rishi          | 3:29    |  |
| 4.                      | "Jam Jam"          | Woozi Hoshi Dino Vernon            | Woozi Cream Doughnut       | Cream Doughnut                | 3:25    |  |
| 5.                      | "20"               | Woozi Dong Ne-hyeong               | Woozi Won Yeong-heon       | Won Yeong-heon Dong Ne-hyeong | 3:23    |  |